# Gulbuget murmeldyr
Gulbuget murmeldyr (latin: Marmota flaviventris) er en art af murmeldyr, som er udbredt på steppe- og klippeområder  i det vestlige USA og sydvestlige Canada. 

## Beskrivelse
Det gulbugede murmeldyr vejer normalt som fuldt udvokset mellem 1,6 og 5,2 kg, idet hannerne typisk vejer mere end hunnerne (3-5 kg mod 1,6-4 kg). Det vejer mest i sensommeren, lige inden det går i dvale. Det har brun pels med en hvid stribe mellem øjnene, rødbrun hale og gul bug, hvilket har givet det navn. Ørerne er små og runde, og det har en kort, hvid snude med en sort næse.

## Udbredelse og habitat
Man finder især de gulbugede murmeldyr i områder som Rocky Mountains, Sierra Nevada og Mount Rainier i Washington. Ud over på steppe og klipper kan man træffe dem i udkanten af løvfældende eller nåletræsskove, typisk i omkring 2000 m højde.
De opholder sig i territorier på 2-3 hektar omkring et antal jordhuler til sommerbrug. Hulerne graves især under klipper, idet de i så fald er sværere at få øje på for deres fjender. Blandt de dyr, der æder de gulbugede murmeldyr, er ræve, ulve, prærieulve, vaskebjørne, hunde og ørne. Når et gulbuget murmeldyr ser en fjende, udstøder det en fløjtende lyd, hvorved det advarer andre murmeldyr i området, hvorpå det som oftest vil søge tilflugt bag klipper eller lignende.

## Levevis
De gulbugede murmeldyr kan leve op til femten år og er kønsmodne som toårigt. De holder til i kolonier på mellem ti og tyve individer. Hvert hanmurmeldyr graver en hule, når det er vågnet op efter dvalen, hvorpå han begynder at lede efter hunner. Når det bliver sommer, kan en enkelt han have op til fire hunner. Ungerne fødes i kuld på tre-fem for hver hun. Kun halvdelen af ungerne overlever det første år. Parringen sker i et "harem"-system, hvor hannen befrugter to-tre af sine hunner samtidig. De unge hunner vil typisk blive i eller nær det område, hvor de er født, mens de unge hanner i stedet efter et års tid søger andre steder hen, hvor de udsøger sig lokale hunner.
De gulbugede murmeldyr tilbringer omkring 80 % af deres tid i hulerne, hvoraf 60 % foregår i dvaletilstanden. Når de er aktive, tilbringer de desuden tid i hulerne om natten samt midt på dagen. Hulerne er typisk gravet i skråninger, fx på bakkesider eller klippeskrænter. Hulerne, hvori de ligger i dvale, kan være mellem 5 og 7 m dybe, mens sommerhulerne oftest blot er 1 m. Dvaleperioden afhænger af den højde, dyrene lever i, men den varer oftest fra september til maj. 
De gulbugede murmeldyr er primært dagaktive, og selv om de kan finde på at kravle i træer og andre vækster, holder de basalt set til på jordoverfladen. Deres kost omfatter mange forskellige ting, specielt græs, korn, blade, blomster, bælgfrugter, frugter, græshopper og fugleæg.